# Ivan Trifonov
Pour les articles homonymes, voir Trifonov.
Ivan Trifonov né le 15 mai 1948 en URSS était un coureur cycliste soviétique. Membre de la sélection olympique soviétique aux Jeux olympiques de Munich, il a remporté en France, par deux fois le Grand Prix cycliste de L'Humanité.
Il est sélectionné pour l'épreuve individuelle sur route aux Jeux olympiques de 1972.

## Palmarès
- 1972
  - Grand Prix cycliste de L'Humanité
  - 1re étape du Tour de la province de Namur
  - 2e du championnat d'URSS du contre-la-montre par équipes[1] (avec Vikenti Basko, Boris Choukhov et Ivan Skosirev)
  - 2e du Tour de la province de Namur
- 1973
  - Grand Prix cycliste de L'Humanité :
    - Classement général
    - Prologue

  - Gran Premio della Liberazione